# Julij Ioszifovics Kagarlickij
Julij Joszipovics Kagarlickij (Юлий Иосифович Кагарлицкий, Moszkva, 1926. július 23. – Moszkva, 2000. május 12.) orosz kritikus, irodalomkritikus, a tudományos-fantasztikus irodalom egyik szakértője.

## Élete
A Moszkvai Állami Egyetem filológia karán végzett, tudományos fokozatot 1956-ban szerzett Henry Fieldingről írt munkájával. Doktori disszertációját Alekszandr Ivanovics Herzen munkásságáról írta, s 1972-ben védte meg a Leningrádi Pedagógiai Intézetben. Szintén 1972-ben a Tudományos-fantasztikus Kutatók Szövetsége Zarándok-díjjal jutalmazta a fantasztikus irodalom fejlesztéséhez nyújtott jelentős hozzájárulásáért. Tagja volt az Oroszországi Írók Szövetségének, professzora volt az Orosz Színházi Akadémiának. Az angliai székhelyű nemzetközi H. G. Wells Társaság alelnöki tisztét is betöltötte.

## Tudományos munkássága
Kutatásainak fő területe a 17. és 18. századi nyugat-európai színháztörténet és a tudományos-fantasztikus irodalom története volt. Húsz éven át egyetemi tanárként tevékenykedett. Számos színháztörténeti könyvet jelentetett meg, valamint oroszra fordította az angol irodalom klasszikusait, Henry Fielding, Oliver Goldsmith, Charles Dickens, Oscar Wilde, Arthur Conan Doyle és mások munkáit. Legjelentősebb munkája a Шекспір і Вольтер (Shakespeare és Voltaire). Magyar nyelven a Galaktika jelentette meg néhány rövidebb elméleti írását. 